# Veïnat de la Carretera
Veïnat de la Carretera – miejscowość w Hiszpanii, w Katalonii, w prowincji Girona, w comarce Gironès, w gminie Llambilles.
Według danych INE z 2005 roku miejscowość zamieszkiwały 2 osoby.